# Asi Moshe
Asi Moshe (hebräisch אסי משה; * 13. Dezember 1983 in Tel Aviv-Jaffa) ist ein professioneller israelischer Pokerspieler. Er ist vierfacher Braceletgewinner der World Series of Poker.

## Persönliches
Moshe arbeitete als Softwareentwickler bei einem Start-up-Unternehmen. Er lebt in Tel Aviv-Jaffa.

## Pokerkarriere

### Werdegang
Moshe spielte zu Beginn seiner Karrieren vorrangig täglich mehrere Stunden Onlinepoker. Seine erste Geldplatzierung bei einem Live-Turnier erzielte er Anfang Juli 2013 bei der World Series of Poker (WSOP) im Rio All-Suite Hotel and Casino am Las Vegas Strip. Dort erreichte der Israeli bei einem Turnier der Variante No Limit Hold’em den Finaltisch, den er auf dem mit mehr als 140.000 US-Dollar dotierten fünften Platz beendete. Bei der WSOP 2014 gewann er ein Event in derselben Variante und sicherte sich ein Bracelet sowie mehr als 580.000 US-Dollar. Mitte Juni 2015 wurde Moshe beim Monster-Stack-Event der WSOP 2015 Dritter und erhielt das bisher höchste Preisgeld seiner Karriere von knapp 600.000 US-Dollar. Bei der WSOP 2017 belegte er erneut einen dritten Platz, der mit rund 200.000 US-Dollar bezahlt wurde. Mitte Oktober 2018 setzte sich Moshe bei einem Event der im King’s Resort in Rozvadov ausgespielten World Series of Poker Europe durch und sicherte sich sein zweites Bracelet sowie eine Siegprämie von über 80.000 Euro. Bei der WSOP 2019 gewann er ein Bounty-Turnier und erhielt mehr als 250.000 US-Dollar sowie sein drittes Bracelet. Im Oktober 2019 setzte sich Moshe bei der WSOP Europe in Rozvadov erneut bei einem Event durch und entschied ein Turnier mit gemischten Varianten für sich, was ihm knapp 100.000 Euro und sein viertes Bracelet einbrachte.
Insgesamt hat sich Moshe mit Poker bei Live-Turnieren mehr als 2,5 Millionen US-Dollar erspielt.

### Braceletübersicht
Moshe kam bei der WSOP 58-mal ins Geld und gewann vier Bracelets:
| Jahr   | Buy-in | Turnier                              | Teilnehmer | Preisgeld |
| ------ | ------ | ------------------------------------ | ---------- | --------- |
| 2014 E | 1500 $ | No-Limit Hold’em                     | 2396       | 582.321 $ |
| 2018 E | 1650 € | No-Limit Hold’em 6-Handed Deepstack  | 0221       | 082.280 € |
| 2019 E | 1500 $ | No-Limit Hold’em Bounty              | 1807       | 253.933 $ |
| 2019 E | 1650 € | Pot-Limit Omaha/No-Limit Hold’em Mix | 0279       | 097.465 € |